# Verwaltungsgemeinschaft Mellingen
De Verwaltungsgemeinschaft Mellingen  in het landkreis Weimarer Land in de Duitse deelstaat Thüringen is een gemeentelijk samenwerkingsverband waarbij 17 gemeenten zijn aangesloten. Het bestuurscentrum bevindt zich in Mellingen.

## Deelnemende gemeenten
- Buchfart (196)
- Döbritschen (230)
- Frankendorf (160)
- Großschwabhausen (1.050)
- Hammerstedt (186)
- Hetschburg (249)
- Kapellendorf (432)
- Kiliansroda (177)
- Kleinschwabhausen (228)
- Lehnstedt (345)
- Magdala, Stadt (2.019)
- Mechelroda (263)
- Mellingen (1.449)
- Oettern (115)
- Umpferstedt (638)
- Vollersroda (213)
- Wiegendorf (337)

Am Ettersberg ·
Apolda ·
Bad Berka ·
Bad Sulza ·
Ballstedt ·
Bechstedtstraß ·
Blankenhain ·
Buchfart ·
Daasdorf a. Berge ·
Döbritschen ·
Eberstedt ·
Ettersburg ·
Frankendorf ·
Großheringen ·
Großschwabhausen ·
Hammerstedt ·
Hetschburg ·
Hohenfelden ·
Hopfgarten ·
Ilmtal-Weinstraße ·
Isseroda ·
Kapellendorf ·
Kiliansroda ·
Kleinschwabhausen ·
Klettbach ·
Kranichfeld ·
Lehnstedt ·
Magdala ·
Mechelroda ·
Mellingen ·
Mönchenholzhausen ·
Nauendorf ·
Neumark ·
Niedertrebra ·
Niederzimmern ·
Nohra ·
Obertrebra ·
Oettern ·
Ottstedt a. Berge ·
Rannstedt ·
Rittersdorf ·
Saaleplatte ·
Schmiedehausen ·
Tonndorf ·
Troistedt ·
Umpferstedt ·
Vollersroda ·
Wiegendorf